# Ногайдели, Этери Мамедовна
Этери Мамедовна Ногайдели (1925 год, село Хуцубани, АССР Аджаристан, ССР Грузия — 1997 год, село Хуцубани, Кобулетский муниципалитет, Грузия) — звеньевая колхоза имени Ленина Хуцубанского сельсовета Кобулетского района Аджарской АССР, Грузинская ССР. Герой Социалистического Труда (1949).

## Биография
Родилась в 1925 году в крестьянской семье в селе Хуцубани Аджарской АССР (сегодня — Кобулетский муниципалитет). Окончила местную сельскую школу. С 1940 года трудилась рядовой колхозницей на чайной плантации колхоза имени Ленина Кобулетского района с усадьбой в селе Хуцубани. В послевоенное время возглавляла звено чаеводов в этом же колхозе.
В 1948 году звено под её руководством собрало 11474 килограмм чайного листа на участке площадью 2 гектара, что стало наивысшим трудовым показателем по сбору чайного листа в Грузинской ССР в этом году (10426 килограмм с двух гектаров собрало звено Лены Читанавы и 10220 килограмм с двух гектаров собрало звено Анны Гелеквы). Указом Президиума Верховного Совета СССР от 29 августа 1949 года удостоена звания Героя Социалистического Труда за «получение высоких урожаев сортового зелёного чайного листа и цитрусовых плодов в 1948 году» с вручением ордена Ленина и золотой медали «Серп и Молот» (№ 4669).
Этим же Указом званием Героя Социалистического Труда были также награждены труженицы совхоза имени Ленина Мерием Шукриевна Гогитидзе, Эмина Меджидовна Гогитидзе, Гулварди Хасановна Немсадзе, Бесире Нуриевна Ногаидели, Мерико Мурадовна Мжанавадзе и Мерико Хасановна Отиашвили.
Проживала в родном селе Хуцубани Кобулетского муниципалитета. Умерла в 1997 году.